# انتونل بورسان
انتونل بورسان (انگلیسی: Antonel Borșan؛ زادهٔ ۲۹ آوریل ۱۹۷۰) قایقران کانو اهل رومانی است.